# Affaire Martin Guerre

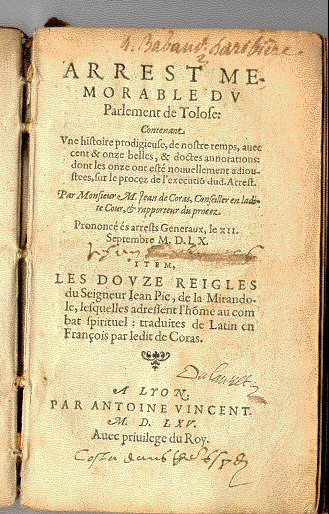
Page de titre dArrest Memorable, compte rendu du procès écrit par Jean de Coras, édition de 1565.

Pour le film français inspiré de l'affaire, voir Le Retour de Martin Guerre.
Pour les articles homonymes, voir Martin Guerre (homonymie) et Guerre (homonymie).
L'affaire Martin Guerre est une affaire judiciaire d'usurpation d'identité, jugée à Toulouse en 1560, qui a dès cette époque suscité un vif intérêt.
Martin Guerre, paysan d'Artigat dans le comté de Foix, qui avait quitté son village et sa famille, dépose plainte contre Arnaud du Tilh qui a usurpé son identité pendant trois ans, trompant même son épouse, Bertrande de Rols. À l'issue d'une longue et complexe procédure judiciaire, Arnaud du Tilh est déclaré coupable. Il est pendu ou, selon d'autres sources, pendu et brûlé. En 1561, Jean de Coras, l'un des magistrats instructeurs, publie le récit de l'affaire. L'ouvrage, sans cesse réédité, est à l'origine des travaux de l'historienne Natalie Zemon Davis.
Alexandre Dumas l'évoque longuement dans le roman historique Les Deux Diane (1846). Daniel Vigne en a tiré le film Le Retour de Martin Guerre, qui a fait l'objet d'une adaptation américaine intitulée Sommersby, située dans le cadre de la guerre de Sécession.
Dès le XVIe siècle, l'affaire a suscité d'abondantes gloses juridiques, historiques et romanesques, et l'intérêt pour cette histoire ne tarit pas cinq siècles après. Récemment, une étude a également souligné l'intérêt linguistique de l'affaire.

## Récit des événements

### Martin Guerre avant son départ
Martin Daguerre, fils aîné de Sanxi Aguerre, naît vers 1524 dans la ville d'Hendaye au Pays basque français. En 1527, sa famille quitte la côte atlantique et s'établit dans le village pyrénéen d'Artigat, où ils changent leur nom en Guerre, adoptant les usages du Languedoc. Ils achètent de la terre et établissent une tuilerie, métier qu'ils pratiquaient déjà à Hendaye.
En 1538 ou 1539, âgé de quatorze ans, il épouse Bertrande de Rols, fille d'une famille aisée, très jeune. Bien que Martin Guerre ait probablement atteint l'âge de la puberté, son mariage n'était pas valide du point de vue du droit canon. Malgré le « resveil », un breuvage aromatisé d'herbes qu'on leur administra probablement selon les coutumes de la région, aucun enfant ne fut conçu lors de la nuit de noces. Pendant longtemps, les mariés demeurent sans enfant. En raison de cette infortune, probablement attribuable au jeune âge des mariés, on les dit « maléficiez ». Leur union engendre néanmoins un fils au bout de huit ans, prénommé Sanxi.
En 1548, âgé de 24 ans, Martin est accusé de vol de grain envers son père, « larcin [qui] reflétait probablement une lutte pour le pouvoir entre les deux héritiers ». En raison de ce crime grave selon le code basque, Martin Guerre décide d'abandonner Artigat et sa famille. Bertrande, âgée de 22 ans, refuse alors les conseils pressants de ses parents, qui veulent la remarier. Elle désirait probablement conserver ainsi son indépendance.

### Un nouveau Martin apparaît
Pendant l'été 1556, un homme surgit à Artigat, prétendant être Martin Guerre. Il lui ressemble et connaît beaucoup de détails de la vie de Martin et ainsi convainc la plupart des villageois, son oncle Pierre Guerre, ses quatre frères et Bertrande, qu'il est l'homme en question, bien que quelques doutes subsistent. Le nouveau Martin Guerre vit trois ans avec Bertrande et son fils. Ils ont deux filles, dont une survit, Bernarde du Tilh (cf. récit de Jean de Coras). Il réclame l'héritage de son père, mort pendant son absence, et entame même des poursuites civiles, en 1558 ou 1559, devant le juge de Rieux, contre son oncle, qui, administrateur de ses biens en son absence, refuse de lui rendre les comptes.
Dès lors, Pierre Guerre, qui s'était marié avec la mère de Bertrande devenue veuve durant l'absence de Martin, devient de nouveau soupçonneux. Lui et son épouse essaient de convaincre Bertrande de l'imposture, et de la nécessité d'intenter un procès contre Martin. Devant le refus de Bertrande, Pierre Guerre tente de convaincre son entourage, et propose même à son ami, Jean Loze, d'assassiner le prétendu imposteur, mais celui-ci refuse. Outre Bertrande, les sœurs de Martin prennent aussi la défense de ce dernier.
Dans le village, l'opinion est divisée. Un soldat démobilisé passant par Artigat déclare, en 1559, que le vrai Martin a perdu une jambe à la guerre, lors du siège de Saint-Quentin.
En 1559, Martin est accusé d'incendie volontaire par Jean d'Escornebeuf, seigneur de Lanoux, qui le fait emprisonner sur ordre du sénéchal de Toulouse, dans cette ville. Escornebeuf, qui était le premier noble à avoir acheté quelques terres à Artigat, ajoute dans sa plainte, sur proposition de Pierre Guerre, que le prisonnier « avait usurpé le lit conjugal d'un autre homme ». Bertrande reste aux côtés de l'accusé, qui est acquitté.
Pendant ce temps, Pierre Guerre enquête dans les environs et pense avoir trouvé la véritable identité de l'imposteur : Arnaud du Tilh, un homme de réputation douteuse du village proche de Sajas. Pierre lance alors un nouveau procès, prétendant le faire au nom de Bertrande. Lui et la mère de Bertrande pressent cette dernière de se porter à charge contre Martin et peut-être même la contraignent à le faire.

### Le procès de Rieux
En 1560, le procès s'ouvre à Rieux. Dans son témoignage, tentant probablement de défendre l'homme avec qui elle vit désormais, Bertrande dit qu'elle pensait honnêtement que cet homme était son mari. Les prétendus époux relatent tous deux séparément des détails identiques sur leur vie intime avant 1548. Le prétendu Martin la défie : si elle est prête à jurer qu'il n'est pas son mari, il est d'accord pour être exécuté — Bertrande reste silencieuse. Après avoir entendu plus de 150 témoins, certains reconnaissant Martin (y compris ses quatre sœurs), d'autres reconnaissant Arnaud du Tilh et d'autres encore refusant de se prononcer, la Cour déclare le défendeur coupable d'usurpation du nom et de la personne de Martin Guerre et d'abus de confiance à l'égard de Bertrande de Rols.

### Appel à Toulouse, Martin réapparaît
L'accusé fait immédiatement appel auprès du Parlement de Toulouse. Bertrande et Pierre sont arrêtés, elle pour éventuel adultère, Pierre pour possibles accusations mensongères et parjure. Martin plaide sa cause avec éloquence devant la Chambre criminelle, composée d'un groupe de dix à onze conseillers et de deux ou trois présidents, dont Jean de Coras, Michel Du Faur, et Jean de Mansencal, premier président du parlement de Toulouse.
À la même époque ont lieu les élections des députés aux états généraux. Jean de Coras, protestant, a quelques chances d'être élu. Le premier président du parlement, Jean de Mansencal, catholique, lui confie l'instruction du procès de Martin Guerre. Jean de Mansencal sait, par le témoignage d'un ancien soldat, que Martin Guerre avait perdu une jambe à la bataille de Saint-Quentin, le 10 août 1557, alors qu'il combattait dans les troupes espagnoles. Justement, un des fils du troisième président, Antoine de Paule, négocie le retour du vrai Martin Guerre de son hospice, et obtient qu'il ne soit pas condamné pour avoir trahi le royaume de France en combattant dans les rangs espagnols. En parallèle, Mansencal incite Jean de Coras à rendre un jugement en faveur du faux Martin Guerre.
À l'audience du parlement de Toulouse, Coras convie les plus grands juristes de France, dont Michel de Montaigne et Jean Papon. Devant ce public choisi, le triomphe de Coras se transforme en catastrophe : le vrai Martin Guerre apparaît à l'instant même où Coras vient de déclarer qu'Arnaud du Tihl est bien Martin Guerre. Finalement les quatre sœurs, Pierre Guerre et Bertrande reconnaissent le vrai Martin et Arnaud du Tihl avoue qu'il est bien un imposteur. Par le même arrêt, prononcé le 13 septembre 1560, ce dernier est condamné à faire amende honorable et à être pendu. Coras est ridiculisé ; il ne sera même pas candidat à l'élection de député. Mansencal sera élu.

### L'histoire de Martin
Durant son absence, le vrai Martin Guerre était probablement parti en Espagne où il aurait servi de laquais à un cardinal, Francisco de Mendoza, à Burgos. Appartenant à l'armée d'Espagne, il fut peut-être envoyé en Flandre et aurait participé à la bataille de Saint-Quentin le 10 août 1557, où il aurait été blessé puis amputé d'une jambe. La raison de son retour, au moment même du procès, est inconnue. Initialement, il rejeta les excuses de son épouse, disant qu'elle aurait dû voir l'imposture.

## Commentaires et interprétations
De nos jours, la plupart des commentateurs appuient la version de l'historienne Natalie Zemon Davis, qui soutient que Bertrande a silencieusement ou explicitement pris part à la fraude, car elle avait besoin d'un mari et était bien traitée par Arnaud. L'improbabilité de confondre un étranger avec son mari, le soutien qu'elle apporta à l'imposteur jusqu'au dernier moment, ainsi que les détails de vie commune, semblant avoir été conçus d'avance et rapportés lors du procès, sont cités comme présomptions de cette thèse. L'historien Robert Finlay a toutefois critiqué cette thèse, suscitant un article en réponse de Natalie Zemon Davis.
Xavier François-Leclanché estime que le récit de Jean de Coras est une justification de ce magistrat qui a été induit en erreur par ses confrères. Pourtant le doute n'était pas permis : sur 300 personnes interrogées, 280 disent que l'accusé n'est pas Martin Guerre ou qu'il est Arnaud du Tihl. L'arrivée du vrai Martin Guerre dans la salle d'audiences du Parlement de Toulouse, précisément au moment où le jugement erroné vient d'être rendu, en présence de nombreux magistrats de toutes les juridictions (y compris Montaigne et Jean Papon) ridiculise Jean de Coras. Cette arrivée au bon moment ne peut avoir été organisée que par des parlementaires. À ce moment, les parlementaires avaient lieu de se quereller : des élections de députés aux États Généraux avaient été décidées par Michel de L'Hospital. Jean de Coras, un protestant, pouvait être élu. Le vrai Martin Guerre a été retrouvé grâce, d'abord, à un ancien soldat qui a déclaré qu'il avait perdu une jambe à la bataille de Saint-Quentin, puis grâce à Antoine de Paulo, dont le fils, troisième grand maître de l'Ordre de Saint-Jean de Jérusalem, avait le bras assez long pour retrouver le blessé dans un établissement pour blessés et lui assurer l'impunité pour sa trahison envers le roi de France.
Deux comptes rendus du procès ont été écrits à l'époque : un par Guillaume le Sueur, l'autre par Jean de Coras, un des juges à Toulouse. À travers les époques, cette histoire a fasciné beaucoup d'écrivains. Montaigne parle ainsi de l'affaire dans ses Essais tandis que Leibniz en tire un exemple. Pierre Bayle, natif du Carla-Bayle, bourg proche d'Artigat, s'en sert pour illustrer sa théorie des « droits de la conscience errante ». Alexandre Dumas et Narcisse Fournier en ont écrit une version en 1839. L'historien et folkloriste gersois Jean-François Bladé, en 1856, publie « Le faux Martin Guerre » dans la Revue d'Aquitaine.

## Adaptations
- En 1846-1847, sept ans après la version plus historique qu'il a rédigée avec Narcisse Fournier, Alexandre Dumas fait apparaître les personnages de Martin Guerre et d'Arnaud du Thill dans son roman Les Deux Diane, notamment durant le siège de Saint-Quentin et le procès de Rieux. Sans être les premiers personnages du récit, ils jouent tous deux un rôle important dans l'intrigue.
- En 1852, l'histoire de Martin Guerre est l'occasion d'un récit empreint d'orientalisme et d'antisémitisme, à la mode du temps, publié dans la Revue de Paris sous la plume de F. Godefroy[31].
- En 1933, l'écrivain gersois Armand Praviel publie chez Gallimard L'Incroyable Odyssée de Martin Guerre.
- En 1967, la romancière américaine Janet Lewis publie le roman The Wife of Martin Guerre, et un opéra du même titre en est tiré, avec une musique de William Bergsma et un livret de Janet Lewis.
- En 1982, Le Retour de Martin Guerre, film réalisé par Daniel Vigne sur un scénario coécrit par Natalie Zemon Davis et le scénariste Jean-Claude Carrière, joué par les acteurs Gérard Depardieu et Nathalie Baye, est une version à peu près fidèle de l'histoire, à part certains détails et la fin fictive où Bertrande raconte ses motifs.
- En 1993 sort un remake américain, Sommersby, avec notamment Jodie Foster (reprenant le rôle de Nathalie Baye) et Richard Gere. L'histoire est cependant replacée dans le contexte de la guerre de Sécession américaine.
- En 1996, l'histoire est adaptée en comédie musicale par Alain Boublil et Claude-Michel Schönberg (les auteurs de la comédie musicale Les Misérables) et jouée à Londres et à Broadway. En France, Martin Guerre est joué pour la première fois au festival théâtral de Fromentine en Vendée.
- Le jeu vidéo Pentiment contient un personnage nommé Martin ayant une histoire inspirée de ces évènements[32].

### Émission radiophonique
- « L'affaire Martin Guerre » le 24 décembre 2015 dans L'Heure du crime de Jacques Pradel sur RTL